# Tyrique Lake
Tyrique Lake, né le 4 janvier 1999 à Saint-Thomas, est un footballeur international anguillan évoluant au poste de défenseur central.

## Biographie

### En sélection
Il joue son premier match en équipe d'Anguilla le 18 novembre 2018, contre les Bahamas. Ce match nul (1-1) rentre dans le cadre des tours préliminaires de la Ligue des nations de la CONCACAF.